# Tetrazygiopsis
Tetrazygiopsis là chi thực vật có hoa trong họ Mua.